# Microcaecilia taylori
Microcaecilia taylori és una espècie d'amfibis gimnofió de la família dels cecílids. Va ser descrit per Ronald Nussbaum i Marinus Hoogmoed del 1979. Va rebre l'epítet taylori en honor d'Edward H. Taylor, gran pioner de l'estudi dels cecílids.
És una espècie subterrània que també es pot trobar sota troncs al bosc tropical primari. També s'ha trobat a les parts meridionals de les illes forestals naturals de la sabana. Es desconeix la seva adaptabilitat a hàbitats secundaris i els seus hàbits de cria.
Se l'ha observat a Surinam, al sud del riu Amazones a l'estat brasiler de Pará, apropant-se a l'est als estats de Maranhão i Tocantins.